# فهرست وابسته‌های دیپلماتیک تیمور شرقی

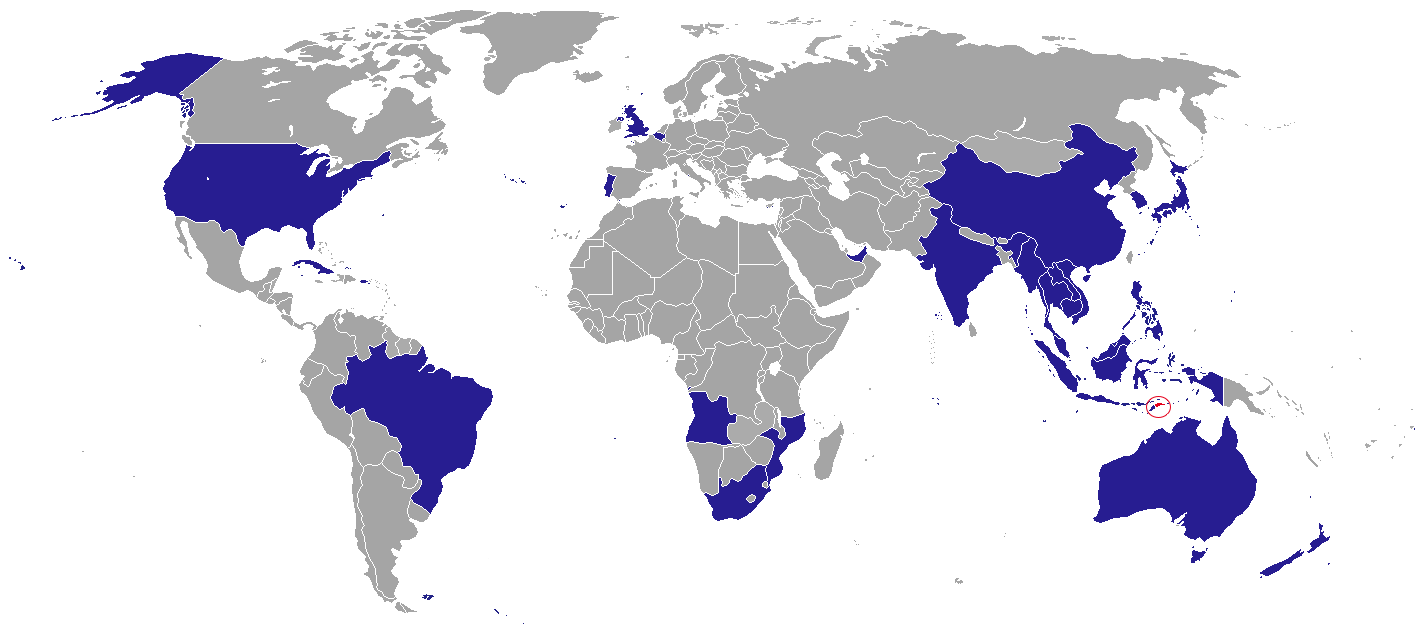
سفارت های تیمور شرقی

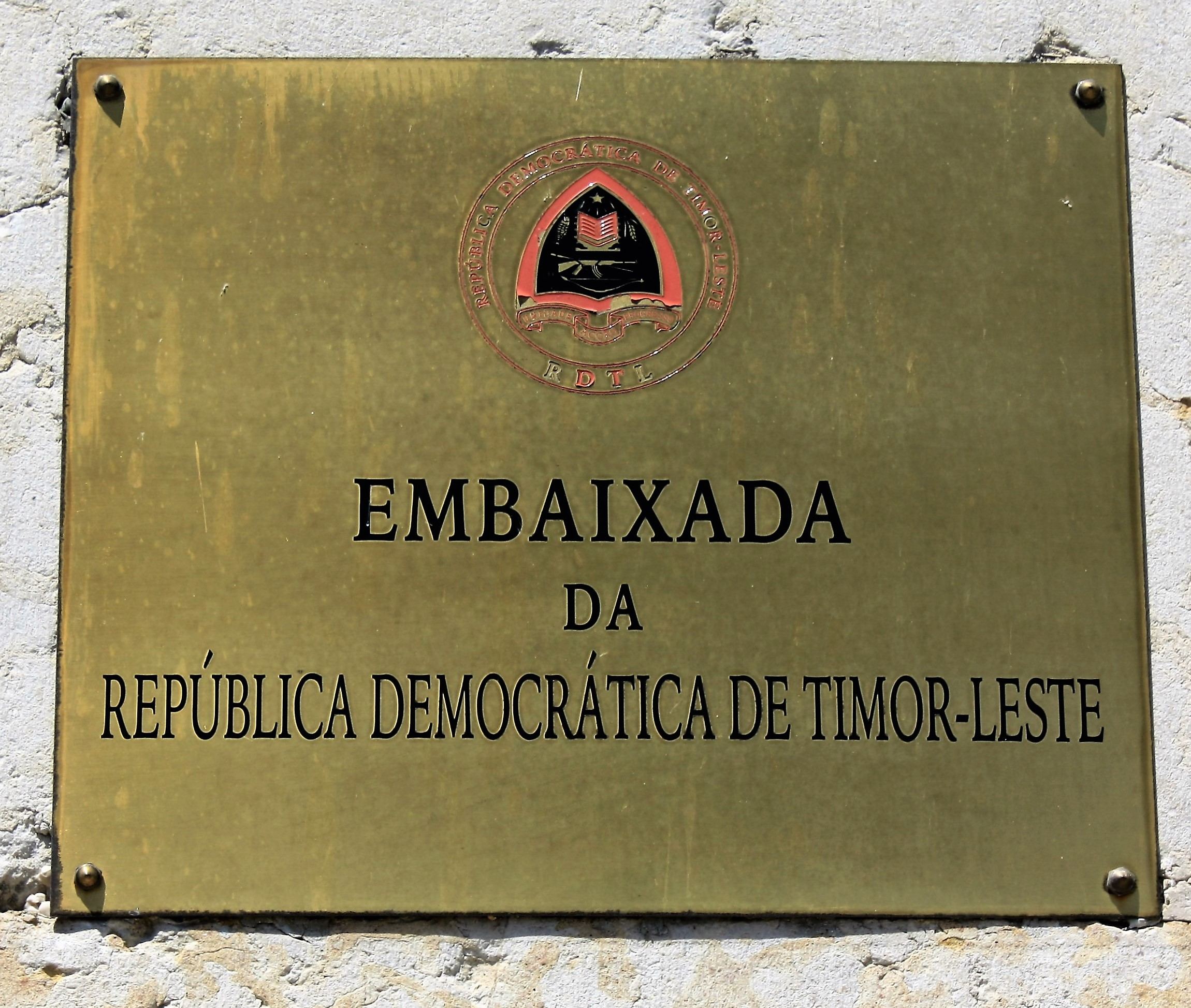

این صفحه فهرستی از ماموریت های دیپلماتیک تیمور شرقی است. این کشور یکی از فقیرترین کشورهای آسیا با تعداد محدودی نیروی آموزش دیده است که به آرامی شروع به توسعه شبکه روابط خود در جهان می کند .

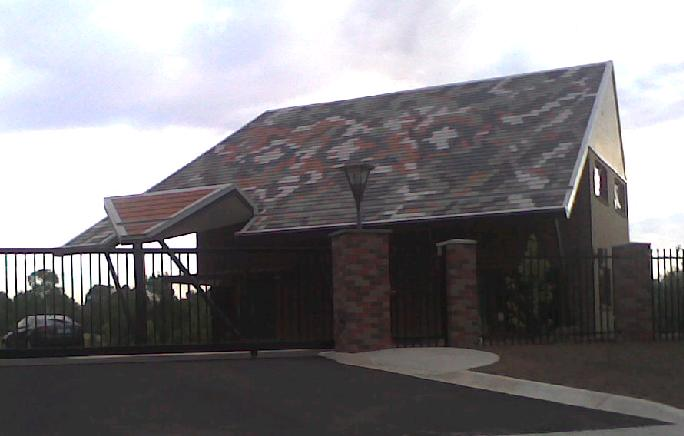
سفارت تیمور شرقی در کانبرا

## آفریقا
- موزامبیک
  - ماپوتو (سفارت)
- آفریقای جنوبی
  - پرتوریا (سفارت)

## آمریکا
- برزیل
  - برازیلیا (سفارت)
- کوبا
  - هاوانا (سفارت)
- ایالات متحده آمریکا
  - واشنگتن (سفارت)

## آسیا
- برونئی
  - بندر سری بگاوان (سفارت)
- کامبوج
  - پنوم پن (سفارت)
- چین
  - پکن (سفارت)
- اندونزی
  - جاکارتا (سفارت)
  - دنپاسار (سرکنسولگری)
  - کوپانگ (کنسولگری)
  - مدان (کنسولگری)
- ژاپن
  - توکیو (سفارت)
- کره جنوبی
  - سئول (سفارت)
- لائوس
  - وین تیان (سفارت)[۱]
- مالزی
  - کوالالامپور (سفارت)
- فیلیپین
  - مانیل (سفارت)
- سنگاپور
  - سنگاپور (سفارت)
- تایلند
  - بانکوک سفارت)
- ویتنام
  - هانوی (سفارت)

## اروپا
- بلژیک
  - بروکسل (سفارت)
- سریر مقدس
  - شهر واتیکان (سفارت)
- پرتغال
  - لیسبون (سفارت)
- بریتانیا
  - لندن (سفارت)

## اقیانوسیه
- استرالیا
  - کانبرا (سفارت)
  - سیدنی (کنسولگری)
- نیوزیلند
  - ولینگتون (سفارت)

## سازمان های چندجانبه
- اتحادیه اروپا

- - بروکسل (ماموریت به اتحادیه اروپا)
- سازمان ملل متحد
  - شهر نیویورک (ماموریت به سازمان ملل متحد)
  - ژنو (ماموریت دائمی)